# Сотня «імені Богуна»
Сотня «імені Богуна» — відділення № 62 УПА, що входило до складу ТВ-21 «Гуцульщина» ВО-4 «Говерля» УПА-Захід. Сотенні: Юліан Матвіїв (псевдо Недобитий), Микола Харук (псевдо Вихор-2).

## Бойові дії
5 серпня 1944 року — бій з німецькими загарбниками на марганцевих копальнях біля гори Лостун. Знищено 8 ворогів. Втрати сотні — 3 убитих і 1 важко поранений.